# XV (album)
XV – dwupłytowy album studyjny Justyny Steczkowskiej, wydany 2 kwietnia 2012 roku. 
Album składa się łącznie z 20 kompozycji wokalistki w nowych aranżacjach. Płyta X zawiera 12 utworów wykonanych w stylistyce trip hopu, natomiast płyta V to 8 przebojów piosenkarki wykonanych w sakralnym stylu. 
Płyta dotarła do 20. miejsca listy OLiS.

## Lista utworów
Opracowano na podstawie materiału źródłowego.
CD 1: X
1. „Skłam”
2. „Myte dusze”
3. „Za karę”
4. „To mój czas”
5. „Kosmiczna rewolucja”
6. „Boskie Buenos”
7. „Kryminalna miłość”
8. „Tatuuj mnie”
9. „Wrogu Mój”
10. „Na koniec świata”
11. „Oko za oko, słowo za słowo”
12. „Grawitacja”

CD 2: V
1. „Maria Magdalena”
2. „Dziewczyna Szamana”
3. „Kici kici maj”
4. „Pomazana”
5. „Sanktuarium”
6. „Zazdroszczę Ci”
7. „Modlitwa”
8. „Sekai no”